# Übersaxen
Übersaxen est une commune autrichienne du district de Feldkirch dans le Vorarlberg.